# Begonia khasiana
Espèce
Begonia khasiana est une espèce de plantes de la famille des Begoniaceae.
Elle a été décrite en 1879 par Charles Baron Clarke (1832-1906).

## Répartition géographique
Cette espèce est originaire d'Inde.